# Ons Stad
Ons Stad  (Notre ville en afrikaans) est un hebdomadaire dominical d'Afrique du Sud, bilingue en anglais et afrikaans, publié à Bloemfontein par Volksblad Group Community Newspapers, propriété de Media24, filiale du  groupe de presse Naspers. Diffusé à 36 681 exemplaires, il revendique 176 000 lecteurs réguliers par semaine. 